# Morimospasma tuberculatum
Morimospasma tuberculatum là một loài bọ cánh cứng trong họ Cerambycidae.